# 環状ペプチド

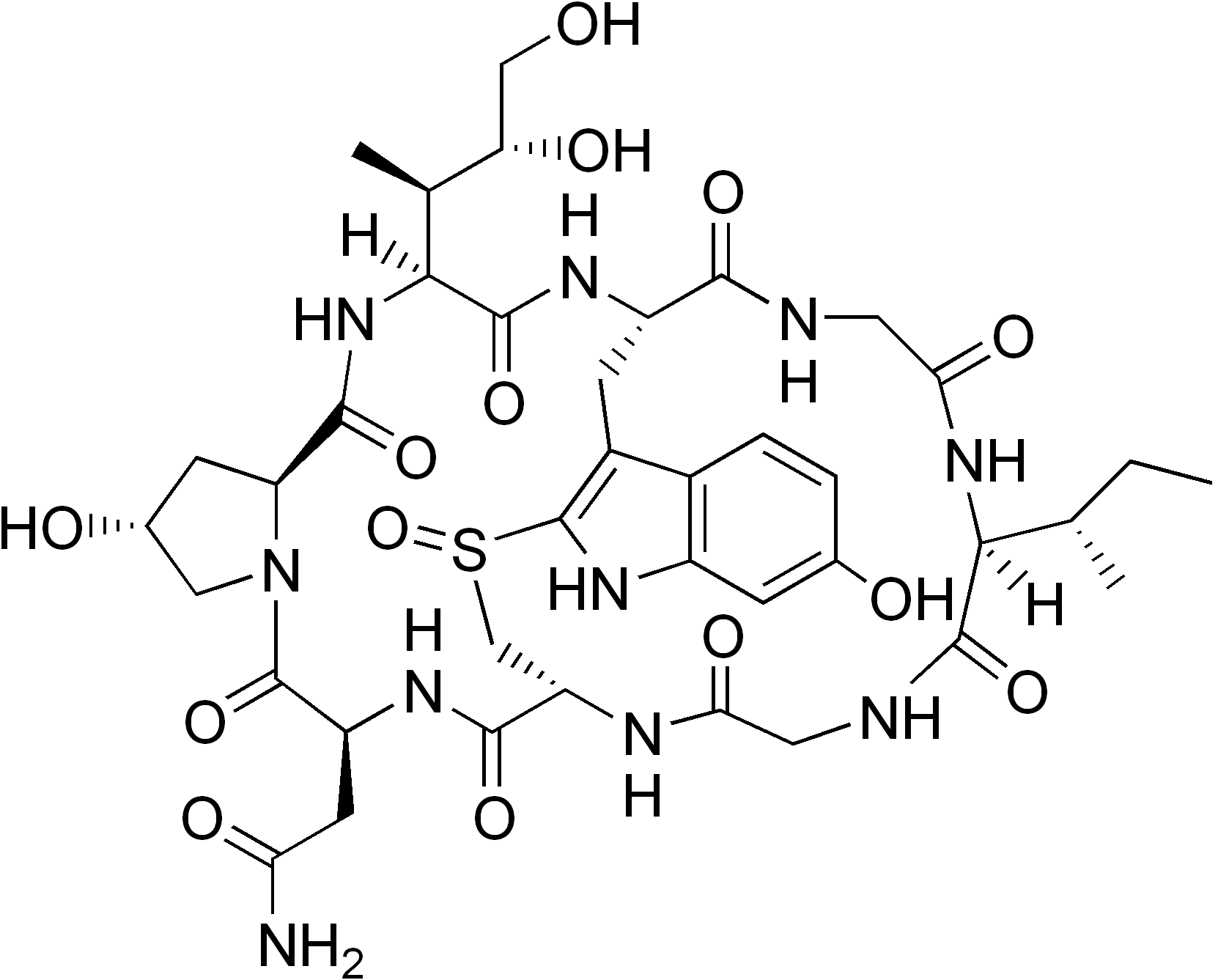
α-アマニチン

バシトラシン

シクロスポリン

環状ペプチド（かんじょうペプチド）は、アミノ末端とカルボキシル末端とがペプチド結合で結ばれ環状となったポリペプチド鎖である。数多くの環状ペプチドが天然から発見されており、構成アミノ酸の数は数個から数百個までに及ぶ。シクロスポリンAといったホモデティック環状ペプチドは、環が通常のペプチド結合（すなわちある残基のαカルボキシルともう一つの残基のαアミンとの間）で主に構成されている。環状イソペプチドは、ミクロシスチンやバシトラシンのように、少なくとも一つの非αアミド結合（側鎖とαカルボキシル基など）を含んでいる。アウレオバシジンAやHUN-7293といった環状デプシペプチドは、アミドの代わりに少なくとも一つのラクトン（エステル）結合を有している。環状デプシペプチドの中にはC末端カルボキシルとThrあるいはSer残基の側鎖との間で環化しているものもある（カハラリドF、テオネラペプトリド、ジデムニンBなど）。アマトキシン、アマニチン、ファロイジンといった二環性ペプチドは架橋基を含んでいる。アマトキシンでは、この架橋はTrpおよびCys残基の間のチオエーテルで形成されている。その他の二環性ペプチドには、エキノマイシン、トリオスチンA、セロゲンチンCがある。ソマトスタチンやオキシトシンのように2つのシステインの間のジスルフィド結合によって環化した環状ペプチドホルモンが数多く存在する。
細胞において環状ペプチドが形成される過程はまだ十分に分かっていない。しかしながら、環状ペプチドの興味深い性質の一つは、消化過程に極めて耐性を持つ傾向があることであり、ヒトの消化管において分解されずに残ることができる。

環状ペプチドの例: 
- アマニチン
- バシトラシン
- コリスチン
- シクロスポリン
- シクロチド
- ダクチノマイシン
- ダプトマイシン
- グラミシジンS
- ナイシン
- ポリミキシンB
- プリスチナマイシン
- オクトレオチド
- バリノマイシン